# Federico Gorrieri
Federico Gorrieri (San Marino, 4 ottobre 1985) è un velocista, lunghista e triplista sammarinese.

## Record nazionali
- Salto triplo: 14,71 m ( Marsa, 3 giugno 2003)
- Staffetta 4×100 metri: 41"71 ( Marsa, 7 giugno 2003), con Marcello Carattoni, Fabrizio Righi e Gian Nicola Berardi

## Progressione

### 60 metri indoor
| Stagione | Tempo | Luogo    | Data      | Rank. Mond. |
| -------- | ----- | -------- | --------- | ----------- |
| 2012     | 7"54  | Istanbul | 9-3-2012  |             |
| 2011     | 7"04  | Ancona   | 23-1-2011 |             |
| 2010     | 7"31  | Doha     | 12-3-2010 |             |
| 2009     | 7"22  | Ancona   | 8-2-2009  |             |
| 2008     | 7"49  | Valencia | 7-3-2008  |             |
| 2007     | 7"25  | Ancona   | 21-1-2007 |             |

## Palmarès
| Anno | Manifestazione                    | Sede        | Evento         | Risultato      | Prestazione | Note                                     |
| ---- | --------------------------------- | ----------- | -------------- | -------------- | ----------- | ---------------------------------------- |
| 2001 | Mondiali allievi                  | Debrecen    | Salto in lungo | Qualificazione | 6,35 m      |                                          |
| 2004 | Mondiali juniores                 | Grosseto    | Salto in lungo | Qualificazione | 6,78 m      |                                          |
| 2008 | Mondiali indoor                   | Valencia    | 60 m piani     | Batteria       | 7"49        | Miglior prestazione personale stagionale |
| 2010 | Mondiali indoor                   | Doha        | 60 m piani     | Batteria       | 7"31        | Miglior prestazione personale stagionale |
| 2011 | Europei indoor                    | Parigi      | 60 m piani     | Batteria       | 7"13        |                                          |
| 2011 | Mondiali                          | Taegu       | 100 m piani    | Preliminare    | 11"42       |                                          |
| 2012 | Mondiali indoor                   | Istanbul    | 60 m piani     | Batteria       | 7"54        | Miglior prestazione personale stagionale |
| 2013 | Giochi dei piccoli stati d'Europa | Lussemburgo | 4×400 m        | Bronzo         | 3'18"39     |                                          |